# Ange de Léon
Pour les articles homonymes, voir Léon.

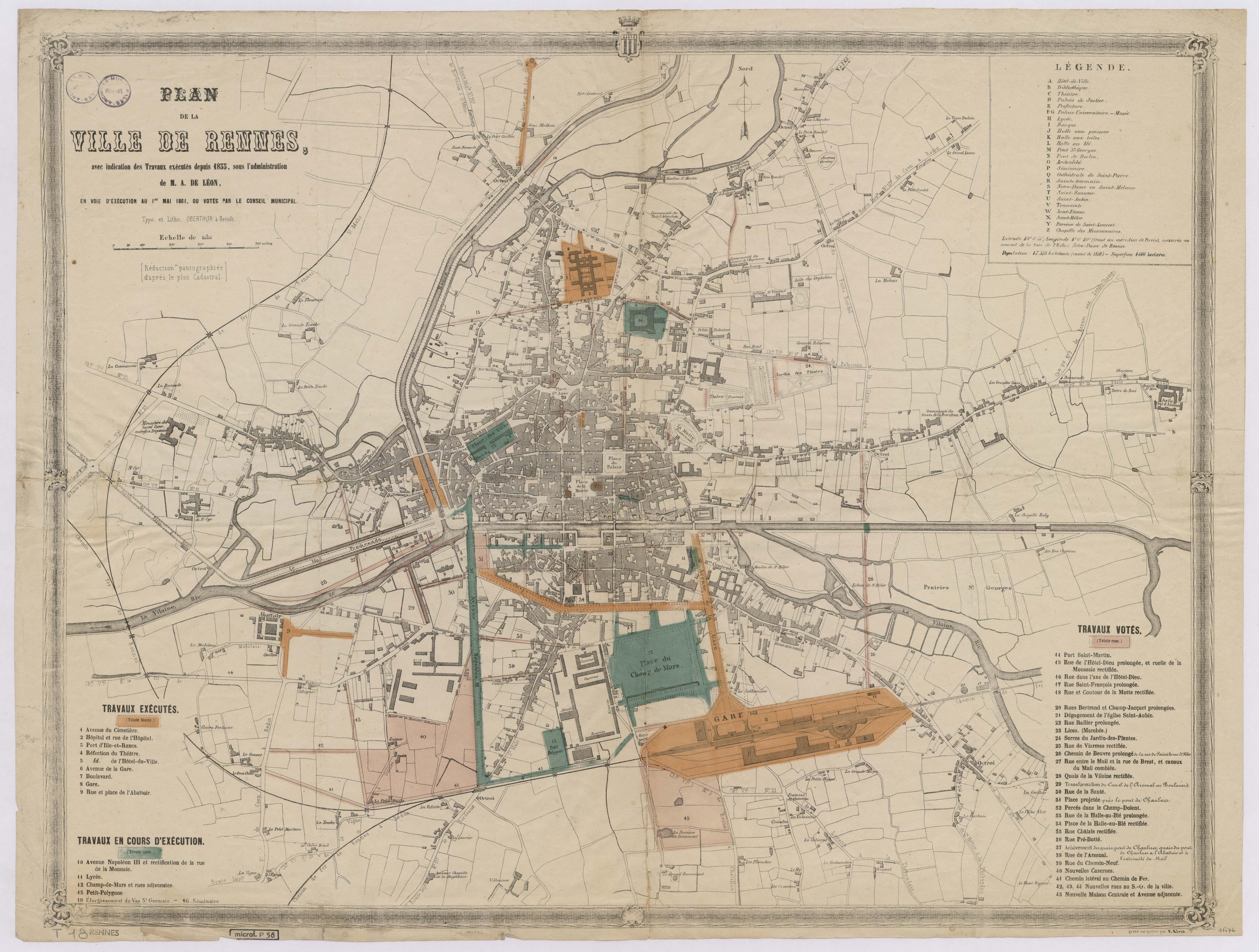
Plan des travaux et constructions exécutés à Rennes sous le mandat d'Ange de Léon, 1855-1861

Ange Prosper de Léon des Ormeaux (15 septembre 1807 - 11 octobre 1873 à Rennes) est un homme politique français, maire de Rennes de 1855 à avril 1861.

## Biographie
Ange Prosper de Léon des Ormeaux est le fils d'Augustin de Léon des Ormeaux et de Julie Guérin de La Grasserie. Il est le gendre de Pierre-Aimé Millet.
Il est l’auteur d’un plan d’aménagement urbain entre 1852 et 1855 et recrute Jean-Baptiste Martenot comme architecte de la Ville. De nombreux ouvrages comme la gare de Rennes datent de cette époque.
Il est élu en 1855 à la suite de la démission de Frédéric de Moncuit de Boiscuillé et est révoqué pour ses idées légitimistes en avril 1861.
À Rennes, la rue de Léon se situe entre deux bras de la Vilaine. Elle est parallèle à la rue Dupont des Loges.